# Paranhos (Oporto)
Paranhos es una freguesia portuguesa perteneciente al municipio de Oporto. Posee un área de 6,67 km² y una población total de 48 686 habitantes (2001). La densidad poblacional asciende a 7 299,3 hab/km².
- Datos: Q1973541
- Multimedia: Paranhos / Q1973541